# الاستعدادات البريطانية لصد الهجمات في الحرب العالمية الثانية

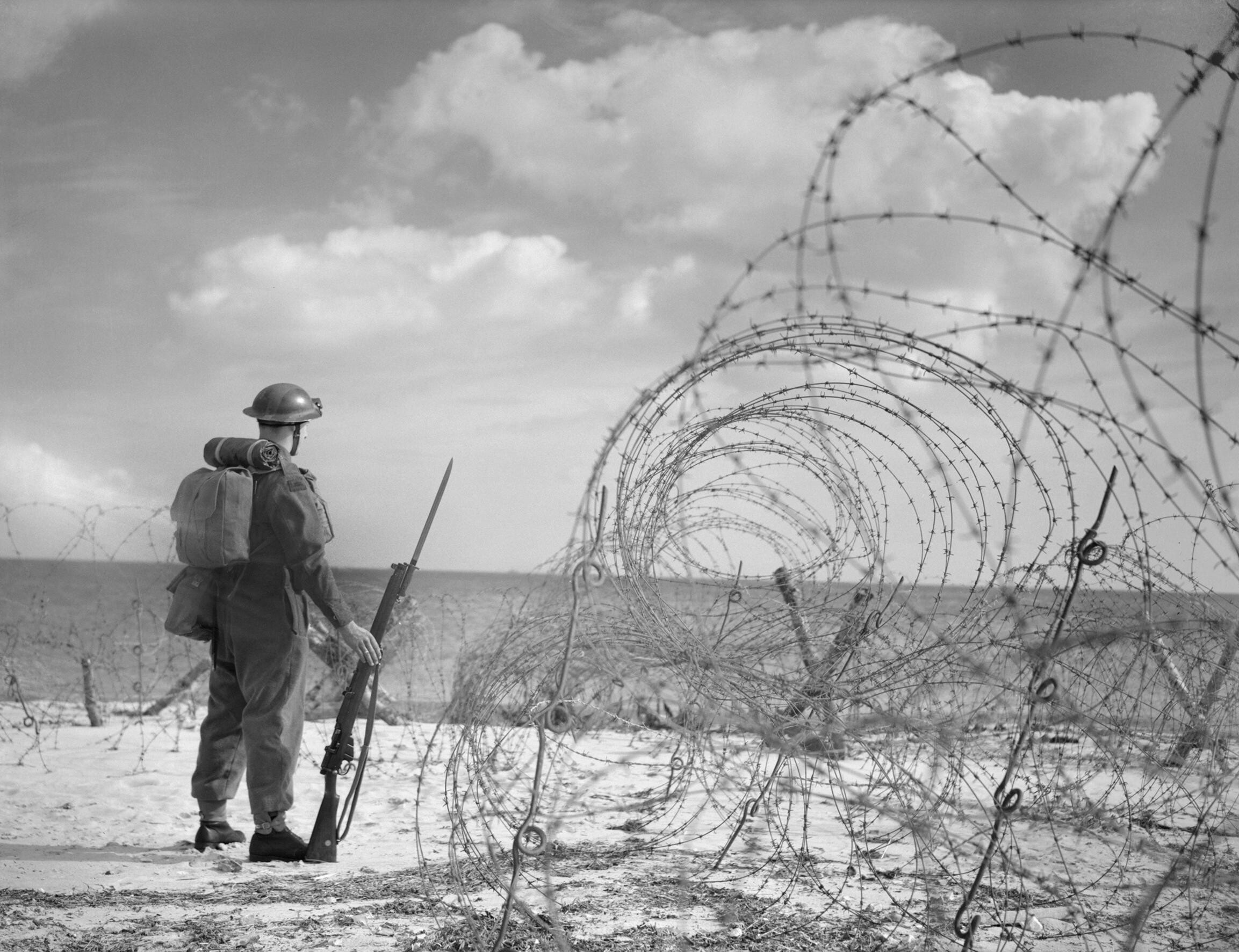
صورة لجندي بريطاني مستعد لصد اي هجوم،

استلزمت الاستعدادات البريطانية لصد الهجمات في الحرب العالمية الثانية تقسيمًا واسع النطاق للتعبئة العسكرية والمدنية ردًا على تهديد القوات المسلحة الألمانية بالقيام بهجمات (عملية أسد البحر) في عامي 1940 و 1941. كان الجيش البريطاني بحاجة للتعافي من هزيمة قوة الاستطلاع البريطانية في فرنسا، والتحق 1.5 مليون رجل كجنود بدوام جزئي في الحرس الوطني. أدى البناء السريع للتحصينات الميدانية إلى تحويل جزء كبير من المملكة المتحدة، وخاصة جنوب إنجلترا، إلى ميدان قتال جاهز. اعتُبرت عملية أسد البحر تجمع أولي للقوات. بقي حتى يومنا هذا بعض من الاستعدادات البريطانية لصد الهجوم. فمثلًا توجد هياكل خرسانية مسلحة مثل دشم عسكرية ومضادات دروع مكعبة الشكل.

## الخلفية السياسية والعسكرية
في 1 سبتمبر 1939، غزت ألمانيا بولندا. بعد يومين، أعلنت بريطانيا وفرنسا الحرب على ألمانيا، ما أدى إلى اندلاع الحرب العالمية الثانية. في غضون ثلاثة أسابيع، غزا الجيش الأحمر التابع للاتحاد السوفيتي المناطق الشرقية من بولندا تنفيذًا لاتفاقية مولوتوف-ريبنتروب السرية مع ألمانيا. أُرسلت قوة الاستطلاع البريطانية (بي إي إف) إلى الحدود الفرنسية البلجيكية، لكن لم تتخذ بريطانيا وفرنسا أي إجراء مباشر لدعم البولنديين. بحلول 1 أكتوبر، اجتيحت بولندا بالكامل.
كان القتال قليل على مدى الأشهر التي تلت ذلك. في فترة تُعرف باسم الحرب الزائفة، تدرب الجنود من كلا الجانبين على الحرب وبنى الفرنسيون والبريطانيون دفاعات مأهولة على الحدود الشرقية لفرنسا.
في 9 أبريل عام 1940، غزت ألمانيا الدنمارك والنرويج. منعت هذه العملية بريطانيا من تنفذ خطتها لغزو النرويج. استسلمت الدنمارك على الفور، وبعد محاولة قصيرة الأمد من قبل البريطانيين في المقاومة بالجزء الشمالي من البلاد، سقطت النرويج أيضًا. كان غزو النرويج عملية مشتركة للقوات حيث عرضت آلة الحرب الألمانية قوتها عبر البحر. نظر البريطانيون إلى هذا النجاح الألماني على أنه نذير مخيف.
في 7 و 8 مايو عام 1940، في مجلس العموم البريطاني، كشفت مناقشة النرويج عن استياء شديد وعداء صريح تجاه حكومة رئيس الوزراء نيفيل تشامبرلين. بعد يومين، مع تقدم الأحداث بسرعة، استقال تشامبرلين وخلفه ونستون تشرشل.
في 10 مايو عام 1940، غزت ألمانيا فرنسا.  بحلول ذلك الوقت، تألفت بي إي إف من 10 فرق مشاة في ثلاثة فيالق، ولواء دبابات ومفرزة سلاح الجو الملكي الذي ضم نحو 500 طائرة. تحاصرت بي إي إف بهجوم ألماني مضلل عبر بلجيكا ثم عُزل بالهجوم الرئيسي الذي جاء عبر غابة أردين. اجتاحت فرق بانزر من الفيرماخت (القوات المسلحة الموحدة لألمانيا) المجهزة جيدًا وسريعة التنقل الدفاعات الفرنسية ثم البريطانية. كان هناك بعض القتال الشرس، ولكن ضعف القتال أمام القوات البرية الألمانية حيث انسحبت معظم قوات بي إي إف إلى منطقة صغيرة حول ميناء دونكيرك الفرنسي.
نظرًا لأن الأمور سارت بشكل سيئ بالنسبة للحلفاء في فرنسا، أصبح من الواضح أن هناك حاجة إلى التفكير في إمكانية الاضطرار إلى مقاومة محاولة غزو القوات الألمانية لبريطانيا.

## التحصينات الميدانية
في 27 مايو 1940، شُكلت السلطة التنفيذية للدفاع الداخلي تحت قيادة الجنرال السير إدموند أيرونسايد، القائد الأعلى للقوات الداخلية، لتنظيم الدفاع عن بريطانيا. في البداية، كانت الترتيبات الدفاعية ثابتة إلى حد كبير وتركزت على الساحل (القشرة الساحلية)، وفي مثال كلاسيكي للتعمق في الدفاع، أُنشئ سلسلة من خطوط «التوقف» البرية مضادة للدبابات. عُين لقيادة خطوط التوقف، فيلق وشعبة. كان خط المقر العام المضاد للدبابات (خط جي إتش كي) الأطول والأكثر تحصينًا، حيث امتد عبر جنوب إنجلترا، والتف حول لندن ثم اتجه شمالًا إلى يوركشاير. كان القصد منه حماية العاصمة والقلب الصناعي لإنجلترا. كان هناك خط رئيسي آخر وهو خط توقف تاونتون، الذي منع التقدم من شبه الجزيرة الجنوبية الغربية لإنجلترا. كانت لندن والمدن الكبرى الأخرى محاطة بخطوط التوقف الداخلية والخارجية. أُنشئ نحو 50 خط توقف معروف في بريطانيا، على الرغم من أن بعض الخطوط الأقل أهمية كانت مجرد أحزمة.
تحول التفكير العسكري بسرعة. نظرًا لنقص المعدات والرجال المدربين بشكل صحيح، لم يكن لدى أيرونسايد خيار سوى تبني إستراتيجية حرب ثابتة، ولكن سرعان ما أدرك أن هذا لن يكون كافيًا. انتُقد أيرونسايد بسبب عقلية الحصار، لكن اعتبر البعض أن انتقاده ليس عادلًا، حيث يُعتقد أنه فهم حدود خطوط التوقف ولم يتوقع أحد أن يبقوا صامدين إلى أجل غير مسمى.
لم يكن تشرشل راضيًا عن تقدم أيرونساي، خاصةً مع إنشاء احتياطي متنقل. اقترح أنتوني إيدن، وزير الدولة لشؤون الحرب، استبدال أيرونسايد بالجنرال آلان بروك (لاحقًا ألفيكونت ألانبروك). في 17 يوليو 1940، قضى تشرشل فترة ما بعد الظهيرة مع بروك وسرعان ما اقتنع بأنهما على اتفاق وثيق بشأن أفضل السبل للدفاع عن الأمة. في 19 يوليو، حل بروك محل أيرونسايد.
تزامن تعيين بروك مع عدد من الرجال المدربين مع توافر معدات أفضل. في عهد بروك، وُضعت استراتيجيات وتكتيكات جديدة. تركزت الجهود أكثر بالدفاع عن القشرة الساحلية، بينما وُضعت إستراتيجية دفاعية برية من الأسلاك الشائكة في المواقع المحمية والجزر المضادة للدبابات، ولكل منها دفاع شامل. أُنشئ عدد من هذه الجزر المضادة للدبابات على طول خطوط التوقف التي جُهزت بالفعل، حيث يمكن دمج الدفاعات الحالية مع الاستراتيجية الجديدة، وخاصةً في البلدات والقرى حيث كان هناك حرس داخلي لتوفير الأفراد.[بحاجة لمصدر]